# 베이 시편집

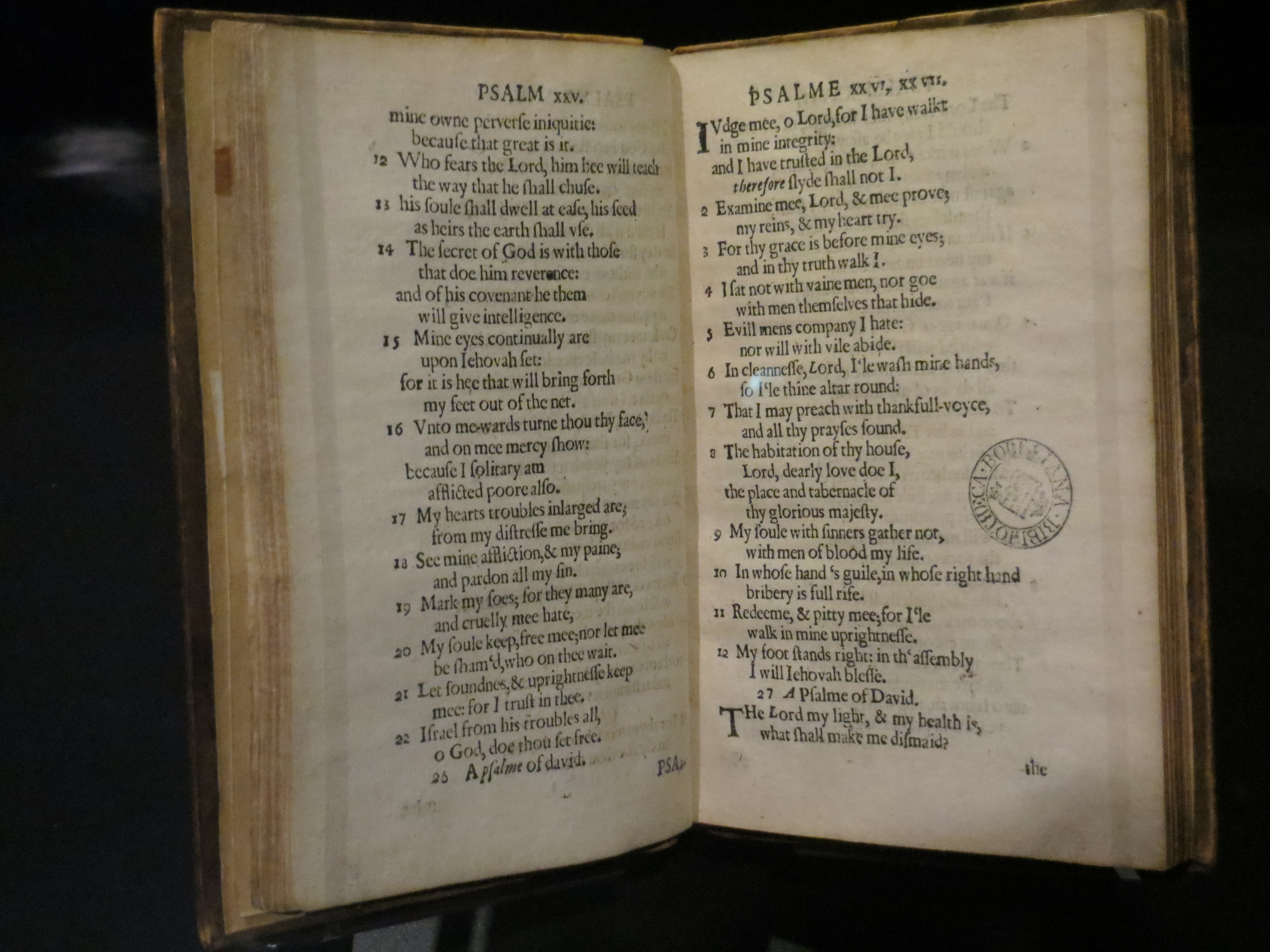
베이 시편집

베이 시편집은 영국의 식민지였던 북아메리카에서 처음으로 출판된 책이다. 1640년에 매사추세츠주 케임브리지 (매사추세츠주)에서 출판되었다. 플리머스 식민지에서 필그림이 온지 20년 뒤에 출판된 뒤 약 100년 동안 사용되었다. 2013년 11월에 한 권 남은 책이 천 사백만불에 팔렸다.
1640년에 출판된 이 책의 번역에 포함된 팀에는 존 엘리엇이 있다.

## 같이 보기
- 코덱스 레스터